# Моавітська мова
Моавітська мова, також відома як моавітський діалект, є вимерлою підмовою або діалектом ханаанських мов, які самі є гілкою північно-західних семітських мов, якими раніше розмовляли в регіоні, описаному в Біблії як Моав (сучасна центрально-західна Йорданія) на початку 1 тисячоліття до н. е.
Тіло ханаанської епіграфіки, знайдене в цьому регіоні, описується як моавське; це дуже невеликий корпус, який обмежується в основному стелою Меші та кількома печатками.
Моавітська, разом із такими ж погано засвідченими аммонітською та едомітською мовами, належала до діалектного континууму ханаанської групи північно-західних семітських мов разом із івритом та фінікійською мовами.

## Історія
Вівтарний напис, зроблений моавітською мовою і датований 800 роком до н. е., був виявлений під час розкопок у Хирбат Атарузі. Він був написаний із використанням варіанту фінікійського алфавіту. Більшість відомостей про моавітську мову походить зі стели Меша, яка є єдиним відомим великим текстом цією мовою. Крім того, є трирядковий напис з Ель-Караку і кілька печаток. Напис на стелі Меші також називають «Kanaanäische und Aramäische Inschriften» (KAI), що з німецької означає «ханаанські та арамейські написи». Його слід читати справа наліво.
У наведеній нижче таблиці представлено перші чотири рядки напису стели Меша, включаючи його транслітерацію та англійський переклад Альвіеро Ніккаччі.
| Номер рядка | Лінійний напис                                                  | Транслітерація                                         | Переклад                                                                                     |
| ----------- | --------------------------------------------------------------- | ------------------------------------------------------ | -------------------------------------------------------------------------------------------- |
| 1           | 𐤀𐤍𐤊 𐤟 𐤌𐤔𐤏 𐤟 𐤁𐤍 𐤟 𐤊𐤌𐤔 ? ? 𐤌𐤋𐤊 𐤟 𐤌𐤀𐤁 𐤟 𐤄𐤃                         | ʾnk.mšʿ.bn.kmš(…).mlk.mʾb.hd-                          | Я Меша, син Кемоша (x), царя Моава, ді-                                                      |
| 2           | 𐤉𐤁𐤍𐤉 \| 𐤀𐤁𐤉 𐤟 𐤌𐤋𐤊 𐤟 𐤏𐤋 𐤟 𐤌𐤀𐤁 𐤟 𐤔𐤋𐤔𐤍 𐤟 𐤔𐤕 𐤟 𐤅𐤀𐤍𐤊 𐤟 𐤌𐤋𐤊           | -йбний. ʾby.mlk. ʿl.mʾb. шлшн. št.wʾnk.mlk-            | - боніт. Мій батько правив Моавом тридцять років, а я правлю…                                |
| 3           | [𐤕𐤉 𐤟 𐤀𐤇𐤓 𐤟 𐤀𐤁𐤉 \| 𐤅𐤀𐤏𐤔 𐤟 𐤄𐤁𐤌𐤕 𐤟 𐤆𐤀𐤕 𐤟 𐤋𐤊𐤌𐤔 𐤟 𐤁𐤒𐤓𐤇𐤄 \| 𐤁[𐤌𐤎 𐤟 𐤉 | -ти. ʾгод. ʾb / wʾ. ʿś.hbmt.zʾt.lkmš.bqrḥh / bm(tʾ.y-) | - ред по батькові. Я зробив цю висоту для Кемоша в Керігоху. [A] високий pl (туз порятунку-) |
| 4           | … 𐤔𐤏 𐤟 𐤊𐤉 𐤟 𐤄𐤔𐤏𐤍𐤉 𐤟 𐤌𐤊𐤋 𐤟 𐤄𐤔𐤋𐤊𐤍                                 | -šʿ.ky.hšʿny.mkl.hšʿlkn…                               | - бо він врятував мене від усіх хижаків…                                                     |

## Граматика
Основні риси, які відрізняють моавітську мову від інших ханаанських мов, таких як іврит і фінікійська, такі: множина на -în, а не на -îm (наприклад, mlkn «царі» для біблійної єврейської məlākîm), як арамейська (також північносемітська) та арабська (центральносемітська); збереження жіночого закінчення -at або «-ah», яке біблійно-єврейською мовою скорочується лише до -āh (наприклад, qiryat або qiryah, «місто», біблійно-єврейською qiryāh), але зберігається в номінальній формі стану конструкції (наприклад, qiryát yisrael "місто Ізраїль); і збереження форми дієслова з інфіксованим -t-, також трапляється в арабській та аккадській мовах (w-'ltḥm «я почав битися», від кореня lḥm). Значення голосних і дифтонги, які могли сильно відрізнятися між семітськими мовами, також були в основному типовими для інших семітських мов: існують суперечливі докази того, що ā змінилося на ō, подібно до того, як в івриті та пізніше у фінікійській мові, водночас існує свідчення про те, що дифтонги /aw/ і /ay/ зрештою перетворилися на ō і ē, ще одну характеристику, спільну для івриту та пізніше фінікійської мови. Моавітська мова відрізнялася від івриту лише діалектно, а релігія та культура моавитян були пов'язані з релігією та культурою ізраїльтян. З іншого боку, хоча сама моавітська мова почала розходитися, письмо, яке використовувалося в 9 столітті до нашої ери, не відрізнялося від письма, яке використовувалося в написах на івриті того часу.

### Стрілки
У пронумерованих прикладах нелатинське письмо позначається стрілками, а саме ⟶ або ⟵, щоб вказати напрямок написання тексту, як він представлений у томі. Що стосується угаритської, єврейської (епіграфічної та тиберійської), фінікійської та моавітської, то стрілка зазвичай вказує в тому ж напрямку, що й оригінальне письмо.

### Числівники
Абсолютний числівник передує іменникам однини (збірним), наприклад, «тридцять років» виражено як «šlšn.št» у рядку 2 KAI; він був транслітерований, а також перекладений Альв'єрра Ніккані. За іншими йде іменник у множині. Числівники можуть стояти в опозиції до іменника (словосполучення), що стоїть перед або після. Це видно в 17-му рядку KAI: «ymh.wḥṣy.ymy.bnh.'rb'nšt», що означає «його дні та половину днів його сина протягом сорока років».

## Суперечка

### Межі речення
У написах на стелі Меша вертикальний штрих / з'являється 37 разів. Однак його функція є предметом розбіжностей серед дослідників. Ван Зіл стверджує, що штрихи використовуються для поділу речень. Так само Сегерт пояснює, що їх можна розглядати як інструменти для пунктуації речень. А. Побель пропонує інше пояснення і стверджує, що вертикальні штрихи використовуються для розділення речень, які утворюють розумово згуртовану групу. Згідно з Андерсеном, єдині дві паралелі, які можна знайти відповідно до штриха, містяться в Гезерському календарі. Скоріше він припускає, що крапка виконує функцію розділювача слів, виходячи з її появи в різноманітних староарамейських написах, Сілоамському написі та інших текстах раннього івриту.

### Класифікація як ханаанських діалектів
Географія діалектів Леванту була переглянута за останні кілька років. Діалекти ханаанської мови, у тому числі моавітської, відрізняються один від одного.

#### Ізоглоса
Лексична ізоглоса існує між північно-західними семітськими мовами, арамейською, івритом і моавітською. Наприклад, дієслово «бути» з кореня(ів) *HWY/HYY. Прибережні мови, фінікійська та угаритська, обидві використовували корінь *KWN, і, здається, це також було у рідній мові амарнських писарів із Ханаану; і це також стандарт в арабській мові.

#### Синтаксичні особливості
Синтаксичною особливістю, спільною для арамейської, єврейської та моавітської мов, є синтагма наративного претериту. Підкріплені трьома написами, префіксні претеритні оповідні послідовності знайдені моавітською, а також старою південноарамейською та івритом. По-перше, це було помічено в староарамейському написі Заккура царем Хамату та проголошено ханаанським впливом на арамейський текст. По-друге, це сталося в написі Дейр Алла. Нарешті префікс претерит з'явився на стелі Тель-Дан із послідовним сполучником і без нього. Ця особливість відсутня у фінікійській мові, яка напевно є ханаанською, що свідчить про те, що класифікація моавітської мови як ханаанського діалекту не застосовується.